# Canton d'Ardentes
Le canton d'Ardentes est une circonscription électorale française située dans le département de l'Indre, en région Centre-Val de Loire.
À la suite du redécoupage cantonal de 2014, le nombre de communes du canton reste inchangé mais les limites sont modifiées.

## Histoire
Le canton fut créé le 15 février 1790, sous le nom de « Saint-Vincent-d'Ardentes ». En 1801,, une modification est intervenue. Ce n'est qu'en 1839, que le canton fut renommé « Ardentes ».
Le décret du 18 février 2014, divise par deux le nombre de cantons dans l'Indre. La mise en application a été effective aux élections départementales de mars 2015. Le canton d'Ardentes est conservé et garde le même nombre de communes (12). Le bureau centralisateur est situé à Ardentes.
Lors de ce même décret, les communes d'Ambrault, Sainte-Fauste et Vouillon dépendait avant du canton d'Issoudun-Sud, la commune de Montierchaume dépendait avant du canton de Châteauroux-Est. Elles sont a présent rattachées à celui d'Ardentes. À l'inverse les communes de Buxières-d'Aillac (canton de Neuvy-Saint-Sépulchre) ; Luant et La Pérouille (canton de Saint-Gaultier) n'appartient plus à ce canton.

## Géographie
Ce canton est organisé autour de la commune d'Ardentes. Il est inclus dans les arrondissements de Châteauroux (9 communes) et d'Issoudun (3 communes), et se situe du centre au centre-est du département.
Son altitude varie de 132 m (Arthon) à 217 m (Sassierges-Saint-Germain).
Le canton dépend des première (1 commune) et deuxième (11 communes) circonscriptions législatives de l'Indre.

## Représentation

### Conseillers généraux de 1833 à 2015
| Période                                  | Période   | Identité                                   | Étiquette        | Qualité |
| ---------------------------------------- | --------- | ------------------------------------------ | ---------------- | --- |
| 1833                                     | 1846      | Joseph Alfred de Constantin de Greuille    | ?                | Maréchal de camp Propriétaire à Sassierges-Saint-Germain                                                          |
| 1846                                     | 1848      | Arthur Charles Léon Crublier de Fougères   | Royaliste Modéré | Député de l'Indre (1827-1830) Propriétaire à Châteauroux                                                          |
| 1848                                     | 1852      | Jacques Edme Martinet                      | ?                | Banquier à Châteauroux                                                                                            |
| 1852                                     | 1871      | Philippe Valette (1804-1877)               | ?                | Secrétaire de la Présidence du Corps législatif Propriétaire à Versailles                                         |
| 19 novembre 1871                         | 1874      | Louis Jean Morin-Grenouillet               | ?                | Maire d'Ardentes Avocat Propriétaire                                                                              |
| 1874                                     | 1877      | Paul Baucheron de Lécherolle (1794-1877)   | Droite           | Officier d'artillerie Propriétaire à Mâron                                                                        |
| 1877                                     | 1889      | Alexandre Crublier de Fougères (1849-1910) | Droite           | Propriétaire à Étrechet                                                                                           |
| 1889                                     | 1892      | Paul Baucheron de Lécherolle (1835-1892)   | Droite           | Propriétaire du château de Piou à Mâron                                                                           |
| 1892                                     | 1893      | Joseph Touzet (1847-1893)                  | Républicain      | Adjoint, puis maire d'Ardentes                                                                                    |
| 1893                                     | 1904      | Paul Petit                                 | Républicain      | Propriétaire Agriculteur à Vauzelles                                                                              |
| 1904                                     | 1910      | Paul Pailler (1853-1928)                   | Républicain      | Maire d'Ardentes                                                                                                  |
| 1910                                     | 1919      | Anselme Patureau-Mirand                    | RG               | Député de l'Indre (1910-1914, 1919-1924 et 1928-1932) Maire de Châteauroux (1908-1909) Avocat Agriculteur         |
| 1919                                     | 1928      | Paul Pailler (1853-1928)                   | Radical          | Maire d'Ardentes Président de l'Association des Maires républicains de l'Indre                                    |
| 1928                                     | 1934      | Daniel Brillaut                            | RG               | Négociant en bois Maire d'Ardentes                                                                                |
| 1934                                     | 1940      | Louis Deschizeaux                          | PSdF             | Député de l'Indre (1932-1942) Maire de Châteauroux (1935-1942) Élu en 1964 dans le Canton de Levroux Publicitaire |
|                                          |           |                                            |                  | |
| 1945                                     | 1949      | Gabriel Vigneau (1905-1961)                | SFIO             | Géomètre-expert                                                                                                   |
| 1949                                     | 1972      | René Wissocq                               | Radical          | Maire d'Ardentes Vétérinaire                                                                                      |
| 1972                                     | mars 2001 | Bernard Crublier de Fougères (1920-2010)   | DVD puis UDF     | Maire d'Étrechet Éleveur                                                                                          |
| mars 2001                                | mars 2008 | Pierre Desseigne                           | PCF              | Maire d'Ardentes (1995-2001) Agent France Télécom                                                                 |
| mars 2008                                | mars 2015 | Jean Petitprêtre                           | PS               | Maire du Poinçonnet (2001-2020)                                                                                   |
| Les données manquantes sont à compléter. |           |                                            |                  | |

### Conseillers d'arrondissement (de 1833 à 1940)
| Période                                  | Période      | Identité                               | Étiquette   | Qualité |
| ---------------------------------------- | ------------ | -------------------------------------- | ----------- | --- |
| 1833                                     | 1840 (décès) | Pierre Antoine Grenouillet (1792-1840) |             | Banquier à Châteauroux                                                                                      |
| 1840                                     | 1845         | Antoine Luzarche                       |             | Maitre de forges, maire d'Ardentes                                                                          |
|                                          |              |                                        |             | |
| 1895                                     |              | M. Peyrot Desgachons                   | Républicain | |
|                                          |              |                                        |             | |
| 1925                                     |              | Louis Armand Lépine                    |             | Conseiller municipal d'Ardentes                                                                             |
| 1937                                     | 1940         | Alphonse Pinton                        | Radical     | Maire d'Ardentes                                                                                            |
| 1940                                     |              |                                        |             | Les conseils d'arrondissement ont été suspendus par la loi du 12 octobre 1940 et n'ont jamais été réactivés |
| Les données manquantes sont à compléter. |              |                                        |             | |

### Conseillers départementaux à partir de 2015
| Période élective | Période élective | Mandat | Mandat   | Identité         | Nuance | Nuance | Qualité                                           |
| ---------------- | ---------------- | ------ | -------- | ---------------- | ------ | ------ | ------------------------------------------------- |
| 2015             | 2021             | 2015   | 2021     | Jean Petitprêtre |        | PS     | Maire du Poinçonnet (2001-2020) Retraité          |
| 2015             | 2021             | 2015   | 2021     | Mélanie Chapuis  |        | PS     | Assistante commerciale à Ardentes                 |
| 2021             | 2028             | 2021   | en cours | Gilles Caranton  |        | DVD    | Ancien cadre, maire d'Ardentes                    |
| 2021             | 2028             | 2021   | en cours | Nolwenn Fortuit  |        | DVD    | Infirmière à domicile, Châteauroux, Le Poinçonnet |

### Résultats électoraux

#### Cantonales de 2001
élections cantonales de 2001 : Pierre Desseigne (PCF) est élu au 2e tour avec 51,36 % des suffrages exprimés, devant André Plat (Divers droite) (48,64 %). Le taux de participation est de 61,86 % (7 335 votants sur 11 857 inscrits).

#### Cantonales de 2008
Élections cantonales de 2008 : Jean Petitprêtre (PRG) est élu au 2e tour avec 54,21 % des suffrages exprimés, devant Didier Barachet (UMP) (45,79 %). Le taux de participation est de 59,95 % (7 685 votants sur 12 819 inscrits).

#### Départementales de 2015
À l'issue du 1er tour des élections départementales de 2015, trois binômes sont en ballottage : Mélanie Chapuis et Jean Petitprêtre (Union de la Gauche, 34,46 %), Didier Barachet et Florence Vaury (Union de la Droite, 31,12 %) et Jordan Mercier et Claire Ropars (FN, 25,67 %). Le taux de participation est de 53,92 % (7 245 votants sur 13 436 inscrits) contre 53,14 % au niveau départemental et 50,17 % au niveau national.
Au second tour, Mélanie Chapuis et Jean Petitprêtre (Union de la Gauche) sont élus avec 41,69 % des suffrages exprimés et un taux de participation de 56,78 % (3 037 voix pour 7 628 votants et 13 435 inscrits).

#### Élections de juin 2021
Le premier tour des élections départementales de 2021 est marqué par un très faible taux de participation (33,26 % au niveau national). Dans le canton d'Ardentes, ce taux de participation est de 33,49 % (4 583 votants sur 13 683 inscrits) contre 35,86 % au niveau départemental. À l'issue de ce premier tour, deux binômes sont en ballottage : Gilles Caranton et Nolwenn Fortuit (DVD, 45,62 %) et Mélanie Chapuis et Jean-Michel Roualdes (Union à gauche avec des écologistes, 31,12 %).
Le second tour des élections est marqué une nouvelle fois par une abstention massive équivalente au premier tour. Les taux de participation sont de 34,36 % au niveau national, 35,86 % dans le département et 34,09 % dans le canton d'Ardentes. Gilles Caranton et Nolwenn Fortuit (DVD) sont élus avec 60,56 % des suffrages exprimés (2 598 voix pour 4 665 votants et 13 684 inscrits),,.

## Composition

### Composition avant 2015

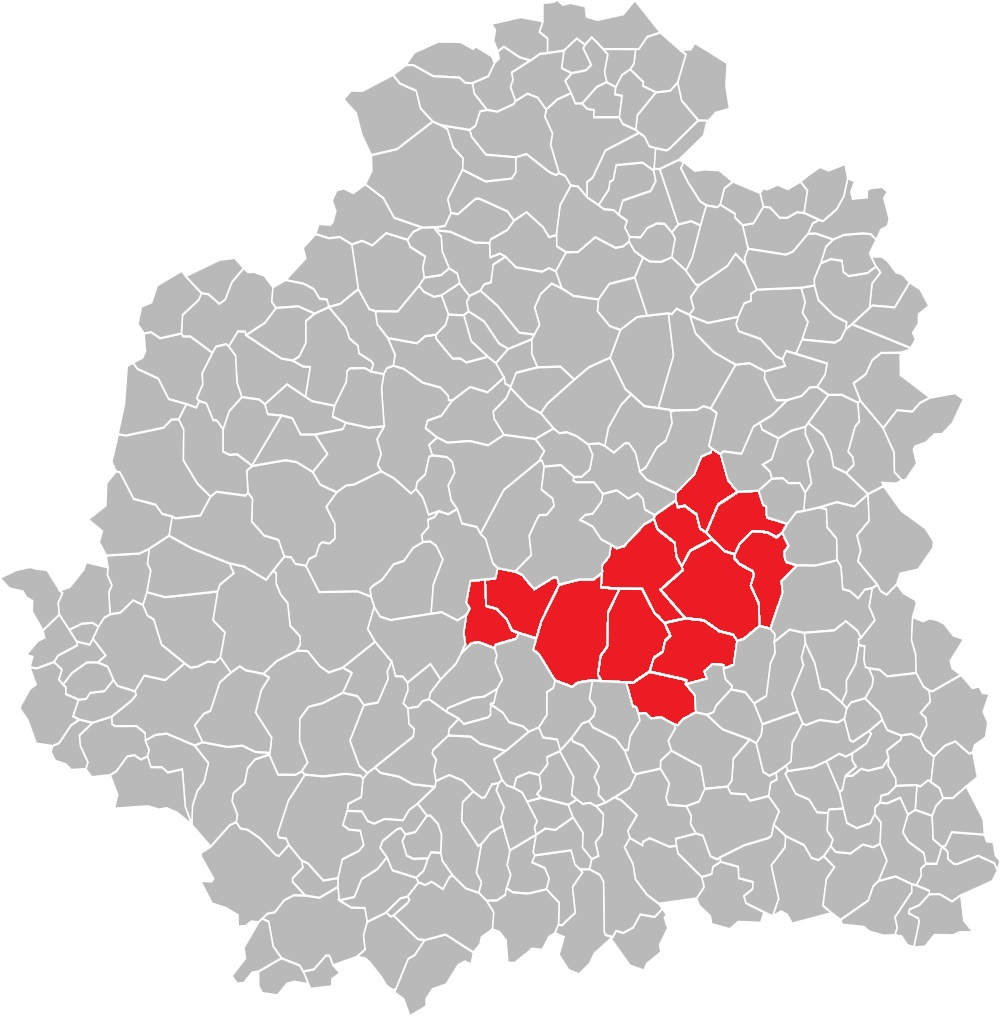
Situation du canton d'Ardentes, dans le département de l'Indre, de 1790 à mars 2015.

Le canton d'Ardentes, d'une superficie de 436,54 km2, était composé de douze communes.
| Nom                      | Code Insee | Codepostal | Superficie (km2) | Population (dernière pop. légale) | Densité (hab./km2) |
| ------------------------ | ---------- | ---------- | ---------------- | --------------------------------- | ------------------ |
| Ardentes (chef-lieu)     | 36005      | 36120      | 62,09            | 3 799 (2012)                      | 61                 |
| Arthon                   | 36009      | 36330      | 46,80            | 1 209 (2012)                      | 26                 |
| Buxières-d'Aillac        | 36030      | 36230      | 25,75            | 238 (2012)                        | 9,2                |
| Diors                    | 36064      | 36130      | 25,44            | 705 (2012)                        | 28                 |
| Étrechet                 | 36071      | 36120      | 17,89            | 905 (2012)                        | 51                 |
| Jeu-les-Bois             | 36089      | 36120      | 38,32            | 384 (2012)                        | 10                 |
| Luant                    | 36101      | 36350      | 31,06            | 1 444 (2012)                      | 46                 |
| Mâron                    | 36112      | 36120      | 27,84            | 755 (2012)                        | 27                 |
| La Pérouille             | 36157      | 36350      | 21,54            | 449 (2012)                        | 21                 |
| Le Poinçonnet            | 36159      | 36330      | 45,00            | 5 813 (2012)                      | 129                |
| Sassierges-Saint-Germain | 36211      | 36120      | 31,72            | 477 (2012)                        | 15                 |
| Velles                   | 36231      | 36330      | 63,09            | 977 (2012)                        | 15                 |

### Composition après 2015
Le nouveau canton d'Ardentes, d'une superficie de 395,94 km2, est composé de douze autres communes.
| Nom                              | Code Insee | Intercommunalité         | Superficie (km2) | Population (dernière pop. légale) | Densité (hab./km2) | Modifier                                    |
| -------------------------------- | ---------- | ------------------------ | ---------------- | --------------------------------- | ------------------ | ------------------------------------------- |
| Ardentes (bureau centralisateur) | 36005      | CA Châteauroux Métropole | 62,09            | 3 747 (2022)                      | 60                 | modifier les données · modifier les données |
| Ambrault                         | 36003      | CC Champagne Boischauts  | 25,59            | 887 (2022)                        | 35                 | modifier les données · modifier les données |
| Arthon                           | 36009      | CA Châteauroux Métropole | 46,80            | 1 216 (2022)                      | 26                 | modifier les données · modifier les données |
| Diors                            | 36064      | CA Châteauroux Métropole | 25,44            | 755 (2022)                        | 30                 | modifier les données · modifier les données |
| Étrechet                         | 36071      | CA Châteauroux Métropole | 17,89            | 1 002 (2022)                      | 56                 | modifier les données · modifier les données |
| Jeu-les-Bois                     | 36089      | CA Châteauroux Métropole | 38,32            | 405 (2022)                        | 11                 | modifier les données · modifier les données |
| Mâron                            | 36112      | CA Châteauroux Métropole | 27,84            | 736 (2022)                        | 26                 | modifier les données · modifier les données |
| Montierchaume                    | 36128      | CA Châteauroux Métropole | 37,20            | 1 637 (2022)                      | 44                 | modifier les données · modifier les données |
| Le Poinçonnet                    | 36159      | CA Châteauroux Métropole | 45,00            | 5 848 (2022)                      | 130                | modifier les données · modifier les données |
| Sainte-Fauste                    | 36190      | CC Champagne Boischauts  | 23,07            | 260 (2022)                        | 11                 | modifier les données · modifier les données |
| Sassierges-Saint-Germain         | 36211      | CA Châteauroux Métropole | 31,72            | 447 (2022)                        | 14                 | modifier les données · modifier les données |
| Vouillon                         | 36248      | CC Champagne Boischauts  | 14,98            | 224 (2022)                        | 15                 | modifier les données · modifier les données |
| Canton d'Ardentes                | 3601       |                          | 395,94           | 17 164 (2022)                     | 43                 | modifier les données                        |

## Démographie

### Démographie avant 2015
| 1962  | 1968  | 1975  | 1982   | 1990   | 1999   | 2006   | 2011   | 2012   |
| ----- | ----- | ----- | ------ | ------ | ------ | ------ | ------ | ------ |
| 9 317 | 8 757 | 9 776 | 12 849 | 14 546 | 14 904 | 16 147 | 17 040 | 17 155 |

### Démographie depuis 2015
En 2022, le canton comptait 17 164 habitants, en évolution de −1,7 % par rapport à 2016 (Indre : −3 %, France hors Mayotte : +2,11 %).
| 2013   | 2018   | 2022   |
| ------ | ------ | ------ |
| 17 292 | 17 332 | 17 164 |